# Oleksandr Jakowenko
Oleksandr Pawlowytsch Jakowenko (ukrainisch Олександр Павлович Яковенко; * 23. Juli 1987 in Kiew, Ukrainische SSR, Sowjetunion) ist ein ehemaliger ukrainischer Fußballspieler, der zuletzt bei Dynamo Kiew aktiv war.

## Karriere

### Verein
Jakowenko spielte in der Jugend bei Lokomotyw Kiew. Der beidfüßige Offensiv-Allrounder begann 2003 seine Profilaufbahn bei Metalist Charkiw, 2005 folgte dann der Wechsel ins Ausland nach Lierse SK. Sein erstes Spiel in der höchsten belgischen Spielklasse bestritt er am 20. August 2005 (3. Spieltag), als er bei der 4:1-Auswärtsniederlage gegen KSK Beveren in der 64. Minute für Adolph Tohoua eingewechselt wurde.
Doch schon nach einem Jahr verließ er Lierse in Richtung Genk. Hier spielte er jedoch nur ein halbes Jahr, bis er nach 14 torlosen Einsätzen zur Winterpause der Saison 2006/07 an den belgischen Rekordmeister RSC Anderlecht verliehen wurde, der ihn zur darauffolgenden Saison fest verpflichtete. Hier fand er sich jedoch meist nur als Einwechselspieler wieder, so dass er im Sommer 2009 bis Saisonende 2009/10 an KVC Westerlo verliehen wurde. Am Ende der Saison wurde der Leihvertrag um ein Jahr bis Saisonende 2010/11 verlängert. Im Januar 2012 wurde er an Oud-Heverlee Löwen verliehen. Im Sommer 2013 wechselte er nach Italien zum AC Florenz. Im Januar 2014 wurde er nach Spanien an den FC Málaga verliehen. Im Februar 2015 wurde er in die Niederlande an ADO Den Haag verliehen. Im Februar 2016 kehrte er in die Ukraine zu Dynamo Kiew zurück und beendete fünf Monate später seine Karriere.

### Nationalmannschaft
Jakowenko durchlief sämtliche Junioren-Nationalmannschaften der Ukraine. Sein erstes und bisher einziges Spiel für die A-Nationalmannschaft machte Jakowenko am 2. Juni 2010 in einem Auswärts-Freundschaftsspiel gegen Norwegen (0:1), als er in der Startaufstellung stand und in der 56. Minute durch Wassyl Kobin ersetzt wurde.

## Erfolge
- Belgischer Meister: 2012, 2013
- Belgischer Pokalsieger: 2008
- Belgischer Superpokalsieger: 2012, 2013
- Ukrainischer Meister: 2016

## Sonstiges
Oleksandr Jakowenko ist der Sohn des ehemaligen sowjetischen Nationalspielers und aktuellen Trainers der ukrainischen U-21 Nationalmannschaft Pawlo Jakowenko.